# Spanish Valley
Spanish Valley (en español, valle del español) es el nombre de un lugar designado por el censo ubicado en el condado de San Juan en el estado estadounidense de Utah. En el año 2000 tenía una población de 181 habitantes y una densidad poblacional de 4,9 personas por km². Sin embargo, en la mayoría de los mapas y en el uso de los locales, el nombre identifica a la región que se extiende hasta el sur de la ciudad de Moab.

## Geografía
Spanish Valley se encuentra ubicado en las coordenadas 38°29′17″N 109°26′15″O / 38.48806, -109.43750. Según la Oficina del Censo, la localidad tiene un área total de 36,9 km² (14,2 mi²), de la cual toda es tierra.

## Demografía
Según la Oficina del Censo en 2000, había 181 personas y 54 familias residentes en el lugar, 97,4% de los cuales eran personas de raza blanca y 2,21% de nativas de los Estados Unidos. 
Según la Oficina del Censo en 2000 los ingresos medios por hogar en la localidad eran de $50.208, y los ingresos medios por familia eran $51,250. Los hombres tenían unos ingresos medios de $42.083 frente a los $26.250 para las mujeres. La renta per cápita para la localidad era de $21,891. No había familias entre la población de Spanish Valley que estaban por debajo del umbral de pobreza.